# Poppy Playtime
Poppy Playtime ist der Name einer mehrteiligen Horror-Survival-Spielereihe, die am 12. Oktober 2021 erst-veröffentlicht wurde und aktuell vier Episoden (Chapter) umfasst. Die Spieleserie wurde vom Indie-Spielentwickler MOB Entertainment kreiert.
Poppy Playtime erzählt die Geschichte eines bislang namenlosen Protagonisten, in dessen Rolle der Spieler schlüpft. Der Protagonist kehrt nach vielen Jahren der Abwesenheit zurück an seine einstige Arbeitsstätte - die gewaltige Spielzeugmanufaktur der Playtime-Company. Dort waren urplötzlich sämtliche Mitarbeiter spurlos verschwunden. Als der Spieler die Fabrik betritt, findet er sie verwüstet und verdreckt vor und bald darauf wird er von lebendig gewordenen Spielzeugen und Plüschmonstern gejagt.
Auf dem Online-Spieleverkauf-Portal Steam hat das Spiel eine Altersfreigabe von 12 Jahren, die offiziellen PC- und Playstationversionen hatten bis 2023 gar keine Altersfreigabe. Mittlerweile vergeben Entertainment Software Rating Board (ESRB) und Pan-European Game Information (PEGI) eine Altersfreigabe von „12 Jahren und darüber“. Poppy Playtime gehört den Genres Survival Horror, Nervenkitzel und Erkundung an und fällt unter die Sub-Genres Maskottchen-Horror und Nightmare-Thriller. Poppy Playtime wurde für folgende Konsolen und Plattformen entwickelt: Microsoft Windows, Android, iOS, PlayStation 4, PlayStation 5 und Nintendo Switch.
Spielekritiken fallen unterschiedlich aus. Im Allgemeinen wird an der Spieleserie die Altersfreigabe kritisert, die aufgrund grafischer Inhalte und Gewaltszenen als „zu niedrig“ angesehen wird. Während der erste und dritte Spieleteil recht positiv hervorgehoben werden, erfährt besonders der vierte Spieleteil teils recht negative Kritiken.

## Inhalt
Die Hintergrundgeschichte von Poppy Playtime ist sehr komplex, vielschichtig und umfangreich. Aus Platzgründen soll deshalb im Folgenden ein nur grober Überblick geboten werden.
Hintergrund der Poppy-Playtime-Serie ist das (fiktive) Spielzeug-Unternehmen Playtime Company, das im Jahr 1930 von dem exzentrischen und ehrgeizigen Elliot Ludwig gegründet wird. Sein Unternehmen macht schnell von sich reden, als es Spielzeuge von bis dato unerreichter Güte herstellt. Zur gleichen Zeit gründet er das Waisenhaus Playcare, das anfänglich vor allem Kriegswaisen aufnehmen soll - allerdings scheint niemand zu wissen, wo sich dieses Waisenhaus genau befindet (es liegt in Wahrheit mehrere Stockwerke unter dem Fabrikgebäude). Auch gründet Ludwig ein Projekt mit dem Namen Young Genuisses Program (zu deutsch etwa „Junge-Genies-Programm“), bei dem überdurchschnittlich intelligente und hochbegabte Kinder zusammengeführt und geschult werden sollen - die genauen Programmdetails und Auswahlkriterien werden allerdings nicht verraten.
Doch unmittelbar nach Manufaktur- und Projektgründung trifft Ludwig ein schwerer Schicksalsschlag: seine einzige Tochter, Poppy, verstirbt und seine Frau Molly lässt sich von ihm scheiden. Ludwig ertränkt sich in seiner Arbeit und beginnt, über Jahre hinweg heimlich Laborexperimente durchzuführen, um das Geheimnis der Lebensverlängerung und der Unsterblichkeit zu ergründen und zu lüften. Nachdem seine eigene Tochter als Porzellanpuppe wiedergeboren ist, will Ludwig selbst unsterblich werden. Der geniale, aber böse Wissenschaftler und Neurochirurg Dr. Harley Sawyer will zur gleichen Zeit das Unternehmen retten, das unter wiederkehrenden Finanzeinbrüchen und Arbeiteraufständen leidet. Sawyer schlägt allen Ernstes vor, die Waisenkinder für die Experimente heranzuziehen. Ludwig ist geschockt und die beiden zerstreiten sich darüber, er wirft Sawyer schließlich aus dem Projekt. Im Jahr 1990, Ludwig ist zwischenzeitlich verstorben, wird Sawyer von dem skrupellosen Leith Pierre (der sich selbst zum neuen Unternehmensleiter erhoben hat) wieder eingestellt. In den frühen 1990er Jahren war das erste Experiment bereits gelungen, es erhielt den Namen The Prototype. 
Von 1990 bis 1993 werden zahlreiche Waisenkinder in Plüschmonster verwandelt, mit dem Zweck, nach und nach die ursprünglichen Fabrik- und Firmenmitarbeiter zu ersetzen. Und so bekommen viele Plüschmonster, die beliebten Maskottchen des Unternehmens nachgebildet sind, verschiedene Aufgaben zugewiesen. Doch Dr. Sawyer und Leith Pierre missbrauchen die Plüschmonster noch für ganz andere Zwecke: sie lassen mit Hilfe der Kreaturen unliebsame Angestellte buchstäblich verschwinden. Außerdem behandeln sie die Plüschmonster schäbig und experimentieren an ihnen, ohne Rücksicht auf deren Leid zu nehmen oder deren Bedürfnisse zu erfüllen. Und so kommt es, wie es kommen muss: The Prototype plant und organisiert klammheimlich eine Rebellion gegen das Unternehmen und dessen Wissenschaftler. Er wiegelt die Plüschmonster gegen die Angestellten auf und animiert sie dazu, diverse Sicherheitssysteme zu sabotieren. Am 8. August 1995, gegen elf Uhr morgens, stürmen die Plüschmonster schließlich die Fabrik und töten alle Menschen, die sie zu fassen kriegen - Wissenschaftler, Fabrikarbeiter und sogar Besucher werden eiskalt niedergemetzelt. Das Ereignis geht als Hour of Joy (deutsch „Stunde der Freude“) in die Geschichte des Unternehmens ein. Die Waisenkinder werden von The Prototype verschleppt und in unterirdische Katakomben in einem trance-ähnlichen Tiefschlaf am Leben gehalten.
Poppy (nun in Gestalt von Poppy Playtime) und ihre Verbündeten Kissy Missy, DogDay und Doey the Doughman errichten eine gut geschützte Zuflucht in den nun zerstörten Laboren, wo sie vor den wild gewordenen Plüschmonstern und The Prototype vorerst sicher sind. Poppy verurteilt und verachtet The Prototype für das Massaker und will ihn aufhalten. Als der Spieler im Jahr 2005 (genau 10 Jahre nach dem Hour-of-Joy-Massaker) in die nun ruinöse Spielzeugmanufaktur zurückkehrt, sieht Poppy ihre Chance: sie will den Spieler für sich gewinnen und mit dessen Hilfe The Prototype vernichten - koste es, was es wolle.
Die Spielereihe und deren spielbare Handlungsgeschichte ist über vier Teile, die gleichzeitig als Kapitel (engl. Chapter) bezeichnet werden, verteilt: A Tight Squeeze, Fly in A Web, Deep Sleep und Safe Haven. In jedem Kapitel begegnet der Spieler neuen Gegnern und Herausforderungen und wird mehr und mehr zum Spielball zwischen zwei Fraktionen: jener auf Poppys Seite und jener auf The Prototypes Seite.

## Charaktere

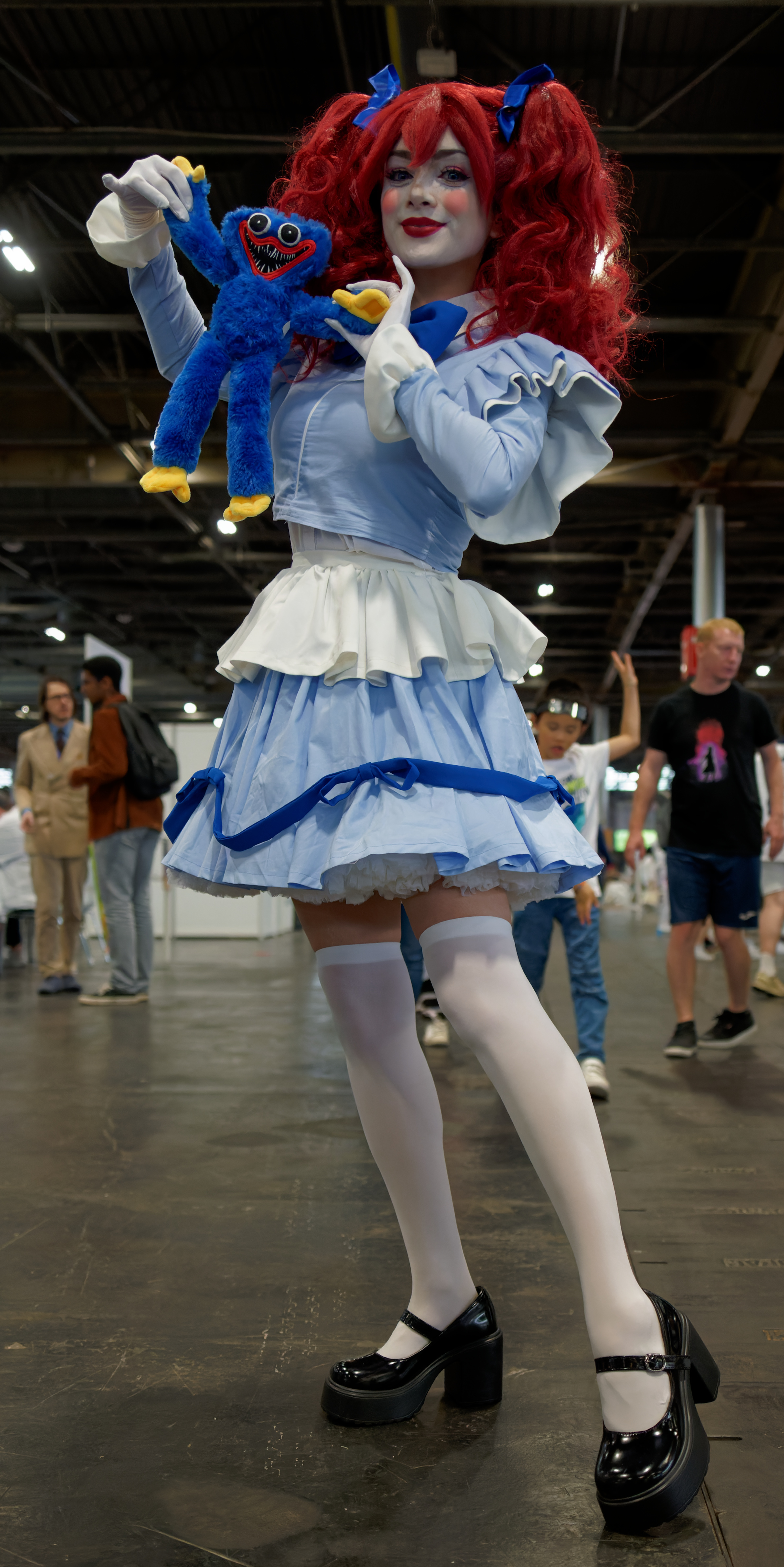
Cosplayerin als „Poppy Playtime“ mit einem Plüsch-Huggy-Wuggy

### Protagonisten
- Der Protagonist/Der Spieler: Über den Protagonisten, dessen Rolle der Spieler übernimmt, ist wirklich nichts bekannt. Aussehen, Alter, Geschlecht, Identität und ursprüngliche Rolle im Unternehmen werden über das gesamte Spiel hinweg geheim gehalten. Das Einzige, was als gesichert gelten kann, ist, dass der Spieler ein ehemaliger Playtime-Co.-Angestellter sein muss.
- Poppy Playtime: War dereinst die Tochter von Elliot Ludwig und wurde als etwa 56 cm große Porzellan-Puppe wiedergeboren. Sie hat kirschrotes, stark gelocktes Haar und zwei Zöpfchen und trägt ein jeansblaues, glockenförmiges Ballkleid im Saloon-Girl-Stil. Sie hat weiße Haut und Sommersprossen. Poppy verabscheut ihre neue Existenz als Porzellan-Puppe. Weil sie den Spieler öfters zu dessen Entscheidungen drängt und ihn bereits mehrfach daran gehindert hat, die Spielzeugmanufaktur zu verlassen, wird ihre Rolle als Protagonistin oft angezweifelt.
- Doey the Doughman: ist ein alter Bekannter und Verbündeter von Poppy, der die Zuflucht Safe Haven betreut und bewacht. Doey ist eine experimentelle Schöpfung in Gestalt eines kugeligen Humanoiden, der komplett aus lebender Knetmasse (engl. Dough) in bunten Farben besteht. Er kann sich nach Belieben verformen und wieder neu zusammensetzen. Doey hat eine gespaltene Persönlichkeit, die ihm gegen Ende des 4. Kapitels zum Verhängnis wird.

### Antagonisten (Auswahl)
- The Prototype: Ein hochintelligentes Wesen, dessen genaues Aussehen bis heute unbekannt ist. Er scheint eine Art Cyborg zu sein, sein rechter Arm nebst Hand ist das Einzige, was jemals von ihm zu sehen war. The Prototype ist böse und er hasst die Menschen. Er beherrscht die Selbstreparatur, die Stimmenimitation und möglicherweise sogar die Telepathie.
- Dr. Harley Sawyer: Chefarzt und Neurochirurg, der das geheime Versuchslabor unter der Spielzeugmanufaktur leitet. Sawyer ist das Böse in persona. Er ist arrogant, intrigant, narzisstisch und rücksichtslos. Er ist außerdem pedantisch, rechthaberisch und er schmückt sich gern mit fremden Federn. Er steht im Verdacht, etwas mit Elliot Ludwigs Tod zu tun zu haben. Er wird allerdings vom Karma eingeholt, als er einem Mordkomplott durch seine Kollegen Leith Pierre und Dr. Bruno White zum Opfer fällt und selbst in ein Experiment verwandelt wird. Gegen Ende des 4. Kapitels wird er vom Spieler schließlich getötet.
- Leith Pierre: Korrupter und schmieriger Kollege von Dr. Sawyer, der sich selbst zum Unternehmensleiter erhebt, kaum dass Elliot Ludwig gestorben ist. Pierre ist nicht minder bösartig und intrigant. Er gehört zu den ganz Wenigen, die das Massaker von 1995 überleben und ein Erkundungsteam in die Fabrik und unterirdischen Anlagen entsendet. Das Team kehrt nie zurück und Pierres Verbleib ist bis heute ungeklärt.
- Huggy Wuggy: Das beliebteste und einprägsamste Maskottchen von Playtime Co., das eine Mischung aus Klammeräffchen und Faultier darstellt. Er ist stolze 5,40 m hoch, schlaksig und hat indigoblaues Fell. Er hat lange, dünne Arme, schwarze Wackelaugen und er schlurft etwas beim Gehen. Huggy steht unter dem Einfluss von The Protoype und soll den Spieler aufhalten.
- CatNap: Eine gewaltige Plüschmonsterkatze mit purpurviolettem Fell, langem Schweif und einem schwarzen Maul, das permament sperrangelweit offen steht und zu einem Dauerlächeln verzerrt ist. CatNap ist dem Prototype treu ergeben und hat sogar eine Art primitiven Kult um Letzteren errichtet. Er verstümmelt und/oder tötet jeden, der sich The Prototype widersetzt. Er nutzt dazu unter anderem den gefürchteten Roten Rauch.
- Mommy Long Legs: Eine pinkfarbene Spinnenfrau mit äußerst dehnbaren Gliedmaßen. Sie war dereinst das zweit-beliebteste Maskottchen von Playtime Co. Sie war am Hour-of-Joy-Massaker beteiligt und hegt eine gewaltige Abscheu gegen erwachsene Menschen. Paradoxerweise hütet sie Kinder dagegen wie eine Glucke.
- Miss Delight: Ein humanoides Puppenmonster in Gestalt einer jungen, hübschen Lehrerin. Sie hat schulterlanges, blondes Haar, trägt altmodische Kleidung und fällt durch ein makelloses Dauer-Grinsen auf. Mrs. Delight unterrichtete dereinst die Waisenkinder, bis sie gemeinsam mit ihren Schwestern (identische Klone von ihr) nebst ein paar Angestellten während des Hour of Joy im Schulgebäude eingesperrt wurde. In der Folgezeit drohten die Eingesperrten, zu verhungen, worauf sie zum Kannibalismus übergingen. Nun ist sie die einzige Überlebende und sie hat Hunger - auch auf den Spieler.

### Wichtige Nebenfiguren (Auswahl)
- Elliot Ludwig: Gründer der Playtime Company und dessen Spielzeugmanufaktur. Außerdem Gründer und Schirmherr eines firmeneigenen Waisenhauses und geheimer Forschungslabore. Ludwig wollte das Geheimnis der Lebensverlängerung und der Unsterblichkeit ergründen und kam seinem Ziel erstaunlich nahe.
- Kissy Missy: die „bessere Hälfte“ von Huggy Wuggy, deren Fell komplett pink ist. Sie verbündete sich mit Poppy und schließt sich im Verlauf der Spieleserie dem Spieler an. Kissy ist selbstlos und hilfsbereit und riskiert mehrfach ihr Leben für Andere.
- Smiling Critters: Eine komplette Serie aus Cartoonfiguren, die aus zoomorphen Charakteren besteht und eine Parodie auf die beliebten Glücksbärchis darstellt. Jeder Smiling Critter hat eine bestimmte Fähigkeit, trägt einen eigenen Anhänger um den Hals und verströmt einen individuellen Duft. Tatsächlich gibt es die Smiling Critters im echten Leben als Plüschtier-Reihe und sie können Raumdüfte versprühen.

## Spielemechanik
Die Spielemechanik ist von der Plattform und Konsole abhängig, auf der das Spiel gespielt wird. Bei der PC-Version kommen Tastatur und Maus zum Einsatz, auf Konsolen sind es Controller und auf Android-Geräten der Touchscreen.

## Entwicklungsgeschichte
Ursprünglich als Kickstarter-Kampagne gestartet, wurde die Idee zu Poppy Playtime ursprünglich von Spieledesigner und -direktor Isaac Christopherson ins Leben gerufen, der erklärte, dass die meisten Indie-Horrorspiele als „einfallslose und billige Lückenbüßer“ verschrien seien und unter anderem „bloße Laufsimulatoren“ genannt würden. Das brachte Mob Entertainment auf die Idee, „etwas mit Gameplay zu erschaffen, das sich nicht so tretmühlenartig anfühlt, sondern während des Durchspielens spannend, erschreckend und einzigartig bleibt.“ Der erste Trailer zum ersten Kapitel des Spiels wurde im September 2021 hochgeladen.
Das erste Kapitel wurde am 12. Oktober 2021 auf Steam für Microsoft Windows und später, am 11. März 2022, für Android und iOS veröffentlicht. Nach der Veröffentlichung des ersten Kapitels wurden bereits offizielle Merchandise-Artikel des Spiels veröffentlicht, darunter T-Shirts, Poster und Plüschtiere, sowie offizielle Sammlerstücke von Youtooz (dem Merchandizevertreiber). Das erste Kapitel sollte später, am 20. Dezember 2023 für PlayStation 4 und PlayStation 5 und am 25. Dezember für Nintendo Switch, veröffentlicht werden.
Ein Trailer zu Kapitel 2 mit dem Titel „Fly in a Web“ wurde am 22. Februar 2022 veröffentlicht und mehrere Teaser wurden später auf Twitter gepostet - darunter ein Teaser-Trailer am 9. April. Zur Vorbereitung der Veröffentlichung des zweiten Kapitels wurde das erste Kapitel kostenlos zur Verfügung gestellt. Das zweite Kapitel wurde dann am 5. Mai für Microsoft Windows und dann am 15. August für iOS und Android veröffentlicht und ist schätzungsweise dreimal so lang wie das erste Kapitel.
Zwei Teaser-Trailer zu Kapitel 3 wurden am 26. Juli 2023, bzw. 6. August 2022, veröffentlicht, der Veröffentlichungstermin war Winter 2023. Da jedoch mehrere Entwickler aufgrund „kreativer Differenzen“ entlassen wurden, verzögerte sich das Kapitel um „mehrere, weitere Wochen bis ins Jahr 2024“. Kapitel 3 wurde schließlich am 30. Januar 2024 auf Steam veröffentlicht. Am 30. Januar 2025 kam Kapitel 4 heraus.

## Kritiken
Poppy Playtime wurde bei seiner Erstveröffentlichung gut aufgenommen und erhielt Lob für die Atmosphäre, die Geschichte und das Charakterdesign, sowie für den Vergleich mit der „Five Nights at Freddy's“-Reihe. Screen-Rant Autor Austin Geiger bezeichnet Poppy Playtime als „immerhin fesselnder“ als zum Beispiel Security Breach (eine der neueren Episoden der FNaF-Reihe). Das erste Kapitel wurde jedoch wegen seiner kurzen Länge von ca. 50 Minuten kritisiert. Einige betrachten das Spiel als einen bloßen Klon von Five Nights at Freddy's. Das Spiel erlangte schnell Bekanntheit auf Plattformen wie YouTube, TikTok und Twitch, wobei Videos auf ersterem Millionen von Aufrufen erreichten. Es folgten bald Spiele, die auf Poppy Playtime basieren und auf Roblox erschienen. Das Spiel wird weithin als Teil des sogenannten „Maskottchen-Horror“-Subgenres angesehen, das im Jahr 2014 mit der Erstveröffentlichung von Five Nights at Freddy's eine neue Bekanntheitswelle erfuhr.
Um die Veröffentlichung von Poppy Playtime herum behauptete Spiele-Entwickler Ekrcoaster, Mob Entertainment habe sein Spiel Venge plagiiert. In einer offiziellen Presseerklärung bestritt Mob Entertainments CEO Zach Belanger die Vorwürfe und argumentierte, es bestehe keine Plagiatsabsicht, Ähnlichkeiten seien zufällig.
Innerhalb der Spielefan-Gemeinden wurden (und werden) an Poppy Playtime hauptsächlich Bugs, Grafikfehler und Spieleabstürze kritisiert, die sich besonders im Spieleteil Chapter 2 bemerkbar machten und noch heute auf bestimmten Plattformen (besonders iOS und Android) auftreten können. Mob Entertainment reagiert jedoch meist umgehend auf Fehlermeldungen und hat zwischenzeitlich einige Patches und Updates erfolgreich herausgegeben. Die bislang stärkste negative Kritik erfährt der vierte Spieleteil, Chapter 4: Safe Haven. Grund hierfür sind nach Ansicht professioneller Spielekritiker in erster Linie der als „eintönig und repetive“ Ablauf, die „unnötig komplizierte“ Spielemechanik und die als „lustlos und langatmig“ empfundenen Puzzles. Außerdem sorgen Bugs dafür, dass bestimmte Gegner nicht erscheinen, oder während einer Verfolgungsjagd in ihren Bewegungen einfrieren und der Spieleabschnitt nicht abgeschlossen werden kann.
In der breiten Öffentlichkeit und in den Medien wurde vor allem die Tatsache, dass Poppy Playtime bis 2023 offiziell gar keine Altersbeschränkung hatte, recht heftig kritisiert. Das Online-Spieleverkauf-Portal Steam nannte seit Veröffentlichung eine Altersfreigabe von 12 Jahren, während der Spielevertreiber selbst überhaupt keine Altersbeschränkung festgelegt hatte. Dies führt bis heute zu anhaltenden Beschwerden und Protesten seitens zahlloser Eltern (besonders im englischen, spanischen und französischen Sprachraum, vor allem in den USA), die vom Spieleentwickler und sämtlichen Anbietern und Händlern eine höhere Alterbeschränkung fordern. Die Altersfreigabe von Steam (12 Jahre) sei irreführend, da vom Spieleentwickler nicht bestätigt und außerdem zu niedrig. Horrorspiele dieser Coleur seien für Kinder unter 16 Jahren unzumutbar, so das Hauptargument. Auch der Verkauf von Plüschtieren und Merchandise, das die Monsterversionen der Spielecharaktere sorglos feilbiete, sei unverantwortlich. Die heute festgelegten Altersfreigaben von 12 Jahren und darüber seien viel zu niedrig und unverantwortlich.

## Poppy Playtime außerhalb der Spielereihe
Bereits mit Veröffentlichung des ersten Kapitels begann MOB Entertainment mit der Vermarktung von Plüschtieren und diversem Merchandise von Poppy-Playtime-Charakteren.